# Kristallen 2008
Kristallengalan 2008 hölls den 8 september och direktsändes av Kanal 5. 

## Nomineringar & Vinnare

### Kategori 1: Årets underhållningsprogram
Vinnare: Stjärnorna på slottet
Nominerade:
- Let's Dance (TV 4)
- Idol 2007 (TV 4)
- Melodifestivalen (SVT)
- Stjärnorna på slottet (SVT)
- Var fan är mitt band (SVT)

### Kategori 2: Årets dramaprogram
Vinnare: Gynekologen i Askim
Nominerade:
- Gynekologen i Askim (SVT)
- Häxdansen (SVT)
- Kungamordet (SVT)
- Upp till kamp (SVT)
- Van Veeteren (TV4)

### Kategori 3: Årets humorprogram
Vinnare: Mia och Klara
Nominerade:
- 100 höjdare (Kanal 5)
- Fredag hela veckan (TV 4)
- Grotesco (SVT)
- Mia och Klara (SVT)
- Parlamentet (TV4)

### Kategori 4: Årets barnprogram
Vinnare: Evas superkoll
Nominerade:
- Evas superkoll (SVT)
- Barda (SVT)
- Julkalendern (SVT)
- Hotell Kantarell (SVT)
- Lattjo Lajban (TV4)

### Kategori 5: Årets livsstilsprogram
Vinnare: Lyxfällan
Nominerade:
- Antikrundan (SVT)
- Grannfejden (TV 3)
- Lyxfällan (TV 3)
- Roomservice (Kanal 5)
- Skild! (SVT)

### Kategori 6: Årets aktualitetsprogram
Vinnare: Efterlyst
Nominerade:
- Debatt (SVT)
- Aktuellt (SVT)
- Efterlyst (TV 3)
- TV4-nyheterna (TV4)
- Rakt på med KG Bergström (SVT)

### Kategori 7: Årets kultur- och samhällsprogram
Vinnare: Uppdrag granskning
Nominerade:
- Insider (TV 3)
- Kalla fakta (TV 4)
- Kobra utland special (SVT)
- Uppdrag granskning (SVT)
- Pappas kappsäck (SVT)

### Kategori 8: Årets dokumentärprogram
Vinnare: Klass 9A
Nominerade:
- Barnmorskorna (SVT)
- I en annan del av Köping (TV 4)
- Klass 9A (SVT)
- Vi som överlevde Rågsved (SVT)
- Sjukhuset (TV3)

## Publikpriser

### Årets kvinnliga programledare
Vinnare: Anne Lundberg
Nominerade:
- Anne Lundberg, SVT
- Ayla Kabaca, UR
- Renée Nyberg, TV3
- Gry Forssell, TV4
- Emma Andersson, Kanal5

### Årets manliga programledare
Vinnare: Peter Settman
Nominerade:
- Peter Settman, SVT
- Özz Nûjen, UR
- Hasse Aro, TV3
- David Hellenius, TV4
- Filip och Fredrik, Kanal5

### Årets program
Vinnare: Let's Dance
Nominerade:
- Andra Avenyn, SVT
- Anaconda UR
- Sjukhuset TV3
- Let's Dance TV4
- Roomservice Kanal 5

## Stiftelsepriser
Stiftelsepriser är på sätt och vis mer personliga än kanalberoende. Eventuella övriga nominerade uppges inte. 

### Årets hederspristagare
Vinnare: Arne Hegerfors (SVT)

## Sammanfattning av utfallet år 2008
| Kanal   | nominerade | vinnare |
| ------- | ---------- | ------- |
| SVT     | 24         | 8       |
| TV 4    | 8          | 1       |
| TV 3    | 5          | 2       |
| UR      | 3          | 0       |
| Kanal 5 | 2          | 0       |